# ミリ・レジェブ

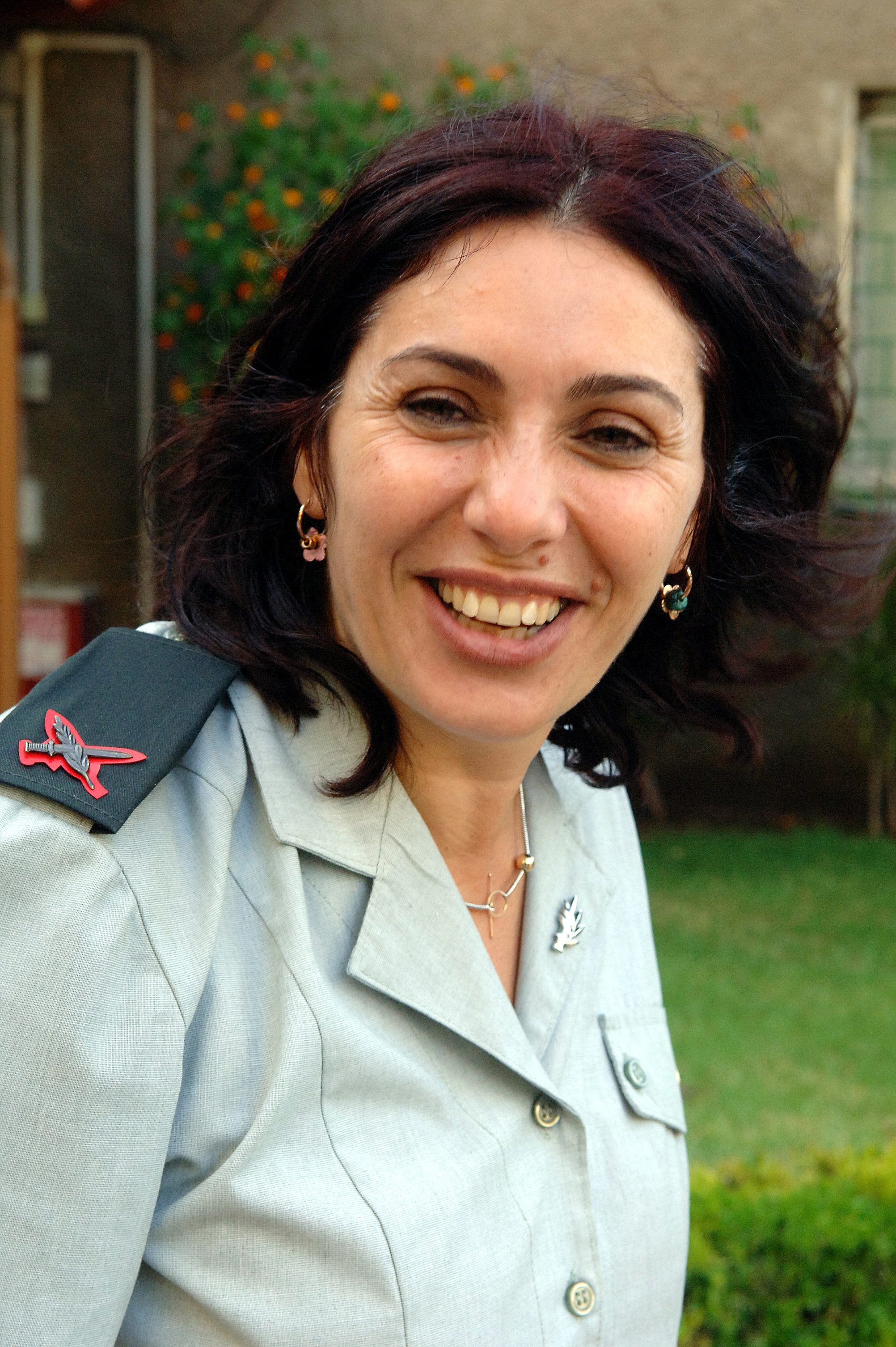
ミリ・レジェブ（当時は准将）

ミリ・レジェブ（ מרים "מירי" רגב, Miri Regev、1965年5月26日 - ）は、イスラエルの軍人、政治家。現在、同国運輸交通安全大臣。スポーツ・文化大臣などを歴任。

## 政界入り前
モロッコ系ユダヤ人の両親の間に、1965年誕生。その後、イスラエル軍の広報官（2005-2007年）などを勤める。退役時の肩書は准将。

## 政界入り
2009年に行われた第18回議会総選挙にリクードから出馬し初当選。その後、連続当選を繰り返し、2015年には当選三回でスポーツ・文化相に就任している。
第18回クネセトでは、金融委員会、国防委員会、環境委員会、防衛予算に関する委員会に所属。
第19回クネセトでは、環境委員会委員長に就任。
2015年、第4次ネタニヤフ内閣に文化・スポーツ大臣として初入閣。イスラエルで開催された文化の祭典にアラブ人芸術家の出展を拒否して物議を醸した。2020年発足の第5次ネタニヤフ内閣（ネタニヤフ＝ガンツ内閣）には運輸交通安全大臣に横滑りし、2022年発足の第6次ネタニヤフ内閣にて再びその任についた。

## 政治的主張
- レジェブ自身は異性愛者であるが、LGBTの活動に賛同的である。

## パーソナリティ
- モロッコ系ユダヤ人の両親の間に生まれた。ミズラヒムまたはセファルディムである[1]。
- 既婚者で子どもが3人いる。
- 英語の他にスペイン語も話すことができる。